# アブー・バクル・バーキッラーニー
アブー・バクル・バーキッラーニー（アラビア語: أبو بكر محمد بن الطيب الباقلاني, ラテン文字転写: Abū Bakr Muḥammad b. al-Ṭayyib al-Bāqillānī; 940年頃生 - 1013年6月14日頃歿） は、イスラーム教スンナ派神学者、法学者、論理学者。アシュアリー派の神学理論を発展させた。修辞と弁論に優れ、同時代人よりカラーム（神学）とフィクフ（聖法学）の諸問題に関する議論に精通しているとみなされた。バーキッラーニーのラカブを含む尊号（尊敬を込めて呼ぶ呼び名）としては、  Shaikh as-Sunnah (スンナのシャイフ), Lisān al-Ummah (ウンマの舌), Imād ad-Dīn (信仰の柱), Nāsir al-Islām (イスラームの守護者), Saif as-Sunnah (スンナの剣) などがある。

## 情報源
ハティーブ・バグダーディー、カーディー・アイヤード、イブン・ハッリカーンらがバーキッラーニーの伝記を書いており、これらが彼の生涯に関する情報源になっている（al-Khatīb al-Baġḍāḍī, Taʾrīḫ Baġḍāḍ; al-Qāḍī ‘Ayyāḍ, Tartīb al-mandārik; Ibn Khallikān, Wafayāt al-aʿyān wa-anbāʾ abnāʾ al-zamān）。バーキッラーニーの議論は当時多くの人を魅了したと言われ、その論争や弁駁の技術の巧みさを伝える逸話が多い。カーディー・アイヤードはそのような逸話を収集している。しかし、その中には情報源としては不適切な逸話もある。

## 生涯
バーキッラーニーの正確な生年についてはまったく手掛かりがなく、不明である。伝記の記述を基にした「ヒジュラ暦338年頃」という推定もあるが、根拠は弱い。バスラで生まれたとされており、ほとんどの情報源が彼のことを Ibn al-Bāqillānī と呼んでいるため、バーキッラーニーはバスラの青果商の息子であったと推測されている。al-Bāqillānī は字義通りには青果商を意味するためである。しかし、イブン・ハッリカーンは al-Bāqillānī が誤記によって生じた呼び名であると指摘し、元来は Baqlā’ という地名のニスバであったに違いないと結論付けている。いずれの説が正しいにせよ、ナサブではなくニスバにより、「バーキッラーニー」と呼ばれることが定着している。
バーキッラーニーは成人してからは生涯のほとんどをバグダードで過ごした。バグダードではアシュアリー派の神学者イブン・ムジャーヒド・ターイーから法源学（ウスール）を、マーリキー派の法学者アブー・ハサン・バーミリーから法解釈学（フィクフ）を学んだ。
また、聖法学をマーリキー派の法学者アブー・アブディッラー・ シーラーズィー Abu 'Abdillah ash-Shirazi とイブン・アビー・ザイド・カイラワーニーから学んだ。それぞれの師からイジャーザを承けると、バグダードでアシュアリー派法学とマーリキー派聖法学を教え始めた。バグダードや 'Ukbara （バグダードからそう遠くないところにあった町）の法官長（カーディーの長）を務めた。バーキッラーニーの説教は非常に評判を呼び、同時代の高名な学者がよく討論に訪れた。あまりに弁論・討論に巧みであったので、ブワイフ朝のアミール・アドゥドゥッダウラはコンスタンティノープルのビザンチン宮廷への遣使にバーキッラーニーを立て、ビザンツ皇帝の前で正教会キリスト教徒と議論させた。ヒジュラ暦371年（グレゴリオ暦981年頃から982年頃）のことである。
バーキッラーニーはヒジュラ暦403年ズルカアダ月26日（グレゴリオ暦1013年6月14日前後）に亡くなった。
バーキッラーニーは、クルアーンの模倣不能性（イゥジャーズル・クルアーン）こそが預言者ムハンマドの預言者性（ヌブッワ）を証明するとする説、クルアーンが永遠の神の言葉であるとする説（ジャフミー派への反駁）、執り成しの問題、神の可視性の問題について論じた。
イブン・タイミーヤは、最もすぐれたアシュアリー派神学者はバーキッラーニーであるとし、バーキッラーニーは空前絶後の存在であると評した。

## 著作
カーディー・アイヤードがバーキッラーニーの著作リストを作成している。このリストは全部で42の論文・著作からなるが、現代の研究者はさらに多くの著作があることを発見している。ただし、これらの著作のうち、現代にまで伝世されているのは、以下の6タイトルのみである。
- al-Inṣāf fīmā Yajib I'tiqāduh
- I‘jāz al-Qur’ān
- al-Intiṣār lil-Qur’ān
- al-Taqrīb wal-Irshād aṣ-Ṣaghīr
- Kitāb Tamhīd al-Awāʼil wa-Talkhīṣ ad-Dalāʼil
- Manāqib al-A’immah al-Arba‘ah